# Mattias Samuelsson
Mattias Samuelsson (* 14. März 2000 in Philadelphia, Pennsylvania) ist ein US-amerikanischer Eishockeyspieler mit schwedischen Wurzeln, der seit März 2020 bei den Buffalo Sabres in der National Hockey League unter Vertrag steht und dort auf der Position des Verteidigers spielt.

## Karriere
Mattias Samuelsson wurde in Philadelphia geboren und wuchs im Voorhees Township im Bundesstaat New Jersey auf. Er besuchte in seiner Jugend die Northwood School und lief für deren Eishockeyteam in einer lokalen High-School-Liga auf. Zur Saison 2016/17 wurde er ins USA Hockey National Team Development Program (NTDP) aufgenommen, die zentrale Talentschmiede des US-amerikanischen Verbandes USA Hockey. Mit den U17- und U18-Auswahlen des NTDP, die auch als Nachwuchsnationalmannschaften fungieren, nahm der US-Amerikaner in den folgenden zwei Jahren am Spielbetrieb der United States Hockey League (USHL) teil, der ranghöchsten Juniorenliga des Landes. Dort etablierte er sich als vorrangig defensiv orientierter Abwehrspieler und wurde anschließend im NHL Entry Draft 2018 an 32. Position von den Buffalo Sabres berücksichtigt.
Vorerst schrieb sich Samuelsson jedoch zur Saison 2018/19 an der Western Michigan University ein, sodass er fortan mit den „Broncos“ in der National Collegiate Hockey Conference (NCHC) auflief, einer Liga im Spielbetrieb der National Collegiate Athletic Association (NCAA). Dort machte er unter anderem mit seinen Führungsqualitäten auf sich aufmerksam, sodass er bereits als Sophomore zum Kapitän des Teams ernannt wurde. Nach seiner zweiten College-Spielzeit unterzeichnete der Verteidiger im März 2020 einen Einstiegsvertrag bei den Buffalo Sabres.
Aufgrund der verspätet begonnenen Saison 2020/21 gab er erst im Februar 2021 sein Profidebüt für das Farmteam Buffalos, die Rochester Americans aus der American Hockey League (AHL). Wenig später kam er im April gleichen Jahres auch zu seinem Einstand in der National Hockey League (NHL), wobei er bis Saisonende zwölf Spiele für die Sabres bestritt. Den Beginn der folgenden Saison 2021/22 verbrachte er abermals in Rochester, etablierte sich jedoch im Verlauf des Spieljahres im NHL-Aufgebot Buffalos. In der Folge unterzeichnete Samuelsson im Oktober 2022 einen neuen Siebenjahresvertrag bei den Sabres, der ihm mit Beginn der Saison 2023/24 ein durchschnittliches Jahresgehalt von ca. 4,9 Millionen US-Dollar einbringen soll.

### International
Samuelsson, der neben der US-amerikanischen auch die schwedische Staatsbürgerschaft besitzt, lief international ausschließlich für die USA auf. Bereits 2016 nahm er an den Olympischen Jugend-Winterspielen teil und errang die mit dem Team die Goldmedaille. Im U18-Bereich nahm er anschließend an der U18-Weltmeisterschaft 2018 teil und führte die Auswahl dort als Kapitän zur Silbermedaille. Im weiteren Verlauf gehörte der Abwehrspieler auch zum Aufgebot der U20-Nationalmannschaft der USA, die bei der U20-Weltmeisterschaft 2019 abermals Silber gewann und im Endspiel erneut Finnland unterlag. Bei der U20-Weltmeisterschaft 2020 übernahm er erneut das Amt des Mannschaftskapitäns, während das Team das Turnier auf dem sechsten Rang beendete.

## Erfolge und Auszeichnungen
- 2016 Goldmedaille bei den Olympischen Jugend-Winterspielen
- 2018 Silbermedaille bei der U18-Weltmeisterschaft
- 2019 Silbermedaille bei der U20-Weltmeisterschaft

## Karrierestatistik
Stand: Ende der Saison 2024/25

### International
Vertrat die USA bei:
- Olympischen Jugend-Winterspielen 2016
- U18-Weltmeisterschaft 2018
- U20-Weltmeisterschaft 2019
- U20-Weltmeisterschaft 2020

(Legende zur Spielerstatistik: Sp oder GP = absolvierte Spiele; T oder G = erzielte Tore; V oder A = erzielte Assists; Pkt oder Pts = erzielte Scorerpunkte; SM oder PIM = erhaltene Strafminuten; +/− = Plus/Minus-Bilanz; PP = erzielte Überzahltore; SH = erzielte Unterzahltore; GW = erzielte Siegtore; 1 Play-downs/Relegation; Kursiv: Statistik nicht vollständig)

## Familie
Sein Vater Kjell Samuelsson war ebenfalls Abwehrspieler und bestritt in den 1980er und 1990er Jahren über 800 NHL-Partien, wobei er sowohl den Stanley Cup als auch eine Weltmeisterschaftsgoldmedaille gewann.